# Вандербур, Шарль де
Шарль де Вандербу́р или Вандербу́рг (фр. Charles de Vanderbourg; 8 июля 1765 года, Сент — 16 ноября 1827 года Париж) — французский литератор.
Из фламандской семьи. В молодости был морским офицером. В начале революции переселился в Германию и в продолжении нескольких лет занимался там немецкой литературой. Во время консульского правления вернулся во Францию и издавал в Париже «le Publiciste» и «Archives littéraires de l’Europe».
Приобрёл известность переводами:
- оды Горация в 1812 году;
- сочинение Якоби «Вольдемар»;
- сочинение Лессинга «Лаокоон»;
- эпистолярный роман Виланда «Кратет и Гиппархия».

С 1814 года член королевской академии надписей и изящной словесности в Париже. Также участвовал в издании журнала учёных. Описал жизнь Горация и Клопштока в «Biographie universelle».